# Болгарски-Извор
Болгарски-Извор (болг. Български извор) — село в Болгарии. Находится в Ловечской области, входит в общину Тетевен. Население составляет 1 294 человека.

## Политическая ситуация
В местном кметстве Болгарски-Извор, в состав которого входит Болгарски-Извор, должность кмета (старосты) исполняет Асен Радинов Делиев (Болгарская социалистическая партия (БСП)) по результатам выборов.
Кмет (мэр) общины Тетевен — Николай Петров Павлов (Граждане за европейское развитие Болгарии (ГЕРБ)) по результатам выборов.